# Rosalina Berazaín Iturralde
Rosalina Berazaín Iturralde (née le 21 février 1947 à La Havane) est une botaniste, collectionneuse de plantes, taxonomiste végétale et professeure à l'université de La Havane. Elle est l'une des fondatrices du Jardin botanique national de Cuba et membre de l'Académie des sciences. L'abréviation d'auteur standard Berazaín est utilisée pour indiquer cette personne comme l'auteur lors de la citation d'un nom botanique,. Les espèces Coccoloba berazainae et Coccoloba berazainiae ont été nommées en son honneur.